# Mrtavar
Mrtavar (armeniska: Մրտավար) är ett berg i Armenien. Det ligger i provinsen Gegharkunik, i den centrala delen av landet, 80 kilometer öster om huvudstaden Jerevan. Toppen på Mrtavar är 3 202 meter över havet.
Terrängen runt Mrtavar är huvudsakligen lite bergig. Närmaste större samhälle är Martuni, 15,4 kilometer nordväst om Mrtavar. 
Trakten runt Mrtavar består i huvudsak av gräsmarker. Runt Mrtavar är det ganska glesbefolkat, med 29 invånare per kvadratkilometer.